# Skunk (community)
Skunk var ett svenskt community som grundades 1998 av IT-entreprenören Andreas Harnemo. 
När Skunk såldes till Spray år 2000 var det Sveriges största community. 2010 meddelade Spray med kort varsel att webbplatsen skulle upphöra. Efter protester slöts ett överlåtelseavtal med några av webbplatsens användare som kallade sig Skunkgruppen. Skunkgruppen har ännu inte återlanserat Skunk. 2013 startades en kopia av webbplatsen under annat domännamn.

## Historia
Under nittiotalets andra hälft startade IT-entreprenören Andreas Harnemo webbplatsen IT-Annonsen 2000. IT-Annonsen 2000 hade en chattfunktion som senare la grunden för Skunk som grundades 1998. Skunk var tillsammans med Lunarstorms föregångare StajlPlejs en av pionjärerna bland svenska webbcommunityn. År 2000 var det Sveriges största, men blev under början av 2000-talet omsprunget av dåvarande konkurrenterna Lunarstorm och Playahead. År 2000 såldes Skunk till Spray.
När Spray den 18 juni 2010 meddelade att man 30 juni skulle stänga Skunk hade webbplatsens form och funktionalitet stått i princip oförändrad i ett decennium. Efter starka protester beslöt Spray att i stället lämna över driften av Skunk till Skunkgruppen och Sprays driftleverantör Delta management. Skunkgruppen hade som mål att fortsätta driva Skunk. Detta medförde att Skunk inte stängdes ned 30 juni. Men den 24 september 2010 meddelades att gamla Skunk skulle upphöra med omedelbar verkan. Skunkgruppen som sedan sommaren 2010 arbetat med uppbyggnaden av nya Skunk uttalade samtidigt att det skulle ”dröja en liten stund”. Skunkgruppen har ännu inte återlanserat Skunk.
Skunk var under en period populärt hos subkulturen poppare eller pandor. Webbplatsen hade en 18 års åldersgräns. Skunk var dock noggranna med att poängtera att yngre användare inte skulle få sina användarkonton raderade, utan enbart döljas för andra användare.

## Återuppstår
28 mars 2013 öppnade en kopia av Skunk, men i ny regi och under nytt domännamn. Efter ett dygn hade 1 000 personer registrerat sig.

## Skunkboken
2010 gavs den 370 sidor långa antologin Skunk: de bästa texterna från skunk.nu ut. Boken innehöll ett antal dagbokstexter från Skunk skrivna 2003–2010. Författarna Ida Säll och Caroline Ringskog Ferrada-Noli, som själva varit aktiva Skunkanvändare, stod för urvalet.